# Stephen Kiogora
Stephen Kiogora (10 november 1974), bijgenaamd Baba, is een voormalige Keniaanse langeafstandsloper, die gespecialiseerd was in de marathon.

## Loopbaan
Kiogora is de eerste professionele hardloper uit het Keniaanse dorp Meru. Zijn eerste internationale succes behaalde hij in 1994 door Afrikaans kampioen te worden op de 10.000 m in 29.16,4.
In 2003 maakte hij zijn debuut op de marathon in 2:12. Op de Boston Marathon in 2004 zou hij als haas lopen voor zijn vriend en trainingspartner Timothy Cherigat. Cherigat won de race en Kiogora werd vierde. Datzelfde jaar werd hij zevende op de Chicago Marathon.
In 2006 werd Kiogora met zes seconden achterstand tweede op de New York City Marathon achter de winnaar Marilson dos Santos. In april 2007 werd hij derde op de Boston Marathon.
Kiogora werkt op een koffieplantage vlak bij Mount Kenya. Hij is getrouwd en heeft drie kinderen.

## Titels
- Afrikaanse kampioen 10.000 m - 1994

## Persoonlijke records
| Onderdeel      | Prestatie | Datum            | Plaats         |
| -------------- | --------- | ---------------- | -------------- |
| 12 km          | 34.20     | 8 mei 1999       | Evansville     |
| 15 km          | 43.25     | 6 februari 1999  | Port Elizabeth |
| 20 km          | 58.47     | 7 september 1998 | New Haven      |
| halve marathon | 1:01.09   | 12 maart 2000    | Parijs         |
| 25 km          | 1:13.58   | 10 oktober 2004  | Chicago        |
| 30 km          | 1:29.09   | 10 oktober 2004  | Chicago        |
| marathon       | 2:08.24   | 26 oktober 2008  | Frankfurt      |

## Palmares

### 10.000 m
- 1994:  Afrikaanse kamp. - 29.16,4

### 5 km
- 1998:  Harvard Pilgrim in Providence - 13.32
- 2000:  Gardena- Invitational Race - 13.52

### 10 km
- 1998: 5e Parelloop - 28.31
- 2000: 4e Bolder Boulder - 30.03
- 2001:  James Joyce Ramble in Dedham - 28.45
- 2003:  Stadsloop Appingedam - 29.01,2
- 2004:  Salverda Berkumloop in Zwolle - 29.41

### 15 km
- 1999:  FBC Fidelity Bank in Port Elizabeth - 43.25

### 20 km
- 1998:  New Haven Road Race - 58.47
- 1999:  20 km van Brussel - 1:01.06

### halve marathon
- 1998:  halve marathon van Hastings - 1:02.48
- 1998:  halve marathon van Gualtieri - 1:02.29
- 1998: 4e halve marathon van Philadelphia - 1:03.16
- 1999:  halve marathon van Parijs - 1:01.37
- 1999:  halve marathon van Sydney - 1:03.18
- 2000:  halve marathon van Parijs - 1:01.09
- 2000: 10e halve marathon van Lissabon - 1:01.21
- 2001:  halve marathon van Medellin - 1:04.43
- 2002: 4e halve marathon van Virginia Beach - 1:02.24
- 2002:  halve marathon van Philadelphia - 1:03.15

### 25 km
- 2001:  Old Kent River Bank in Grand Rapids - 1:15.10

### marathon
- 2003:  marathon van Keulen - 2:12.29
- 2004: 4e Boston Marathon - 2:14.34
- 2004: 7e Chicago Marathon - 2:09.21
- 2005:  Rock'n'Roll marathon van San Diego - 2:09.51
- 2005:  marathon van Las Vegas - 2:11.56
- 2006:  marathon van San Diego - 2:11.45
- 2006:  New York City Marathon - 2:10.06
- 2007:  Boston Marathon - 2:14.47
- 2007: 7e New York City Marathon - 2:13.41
- 2008:  marathon van Frankfurt - 2:08.24
- 2009: 8e Boston Marathon - 2:13.00
- 2010: 14e marathon van Boston - 2:14.50